# Sankt Margarethen im Lavanttal

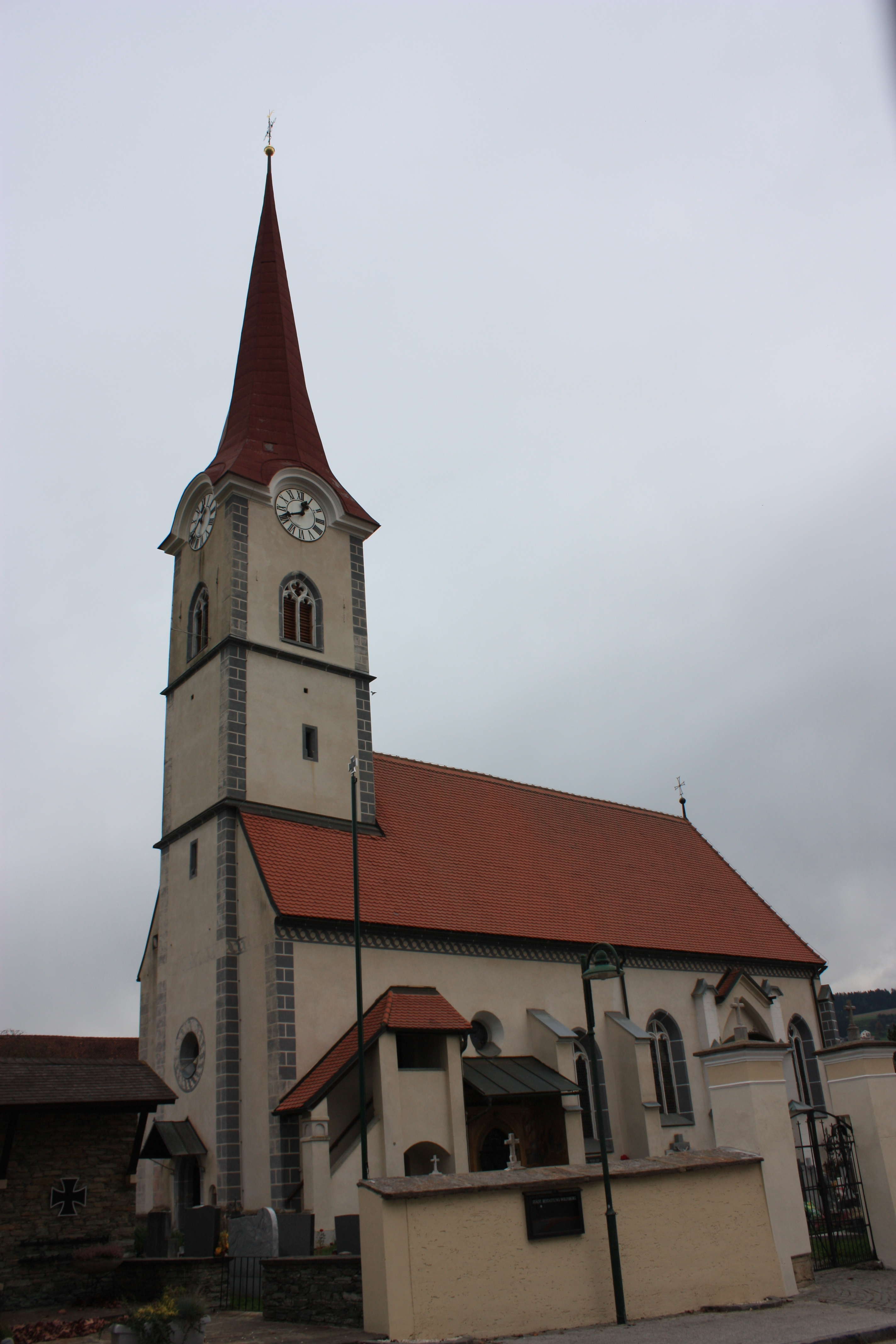
Pfarrkirche St. Margarethen im Lavanttal

Sankt Margarethen im Lavanttal ist eine Ortschaft mit ca. 900 Einwohnern (Stand 2023) in der Stadtgemeinde Wolfsberg in Kärnten, in Österreich. Bis 1973 war der Ort Teil der gleichnamigen Marktgemeinde.

## Geographie

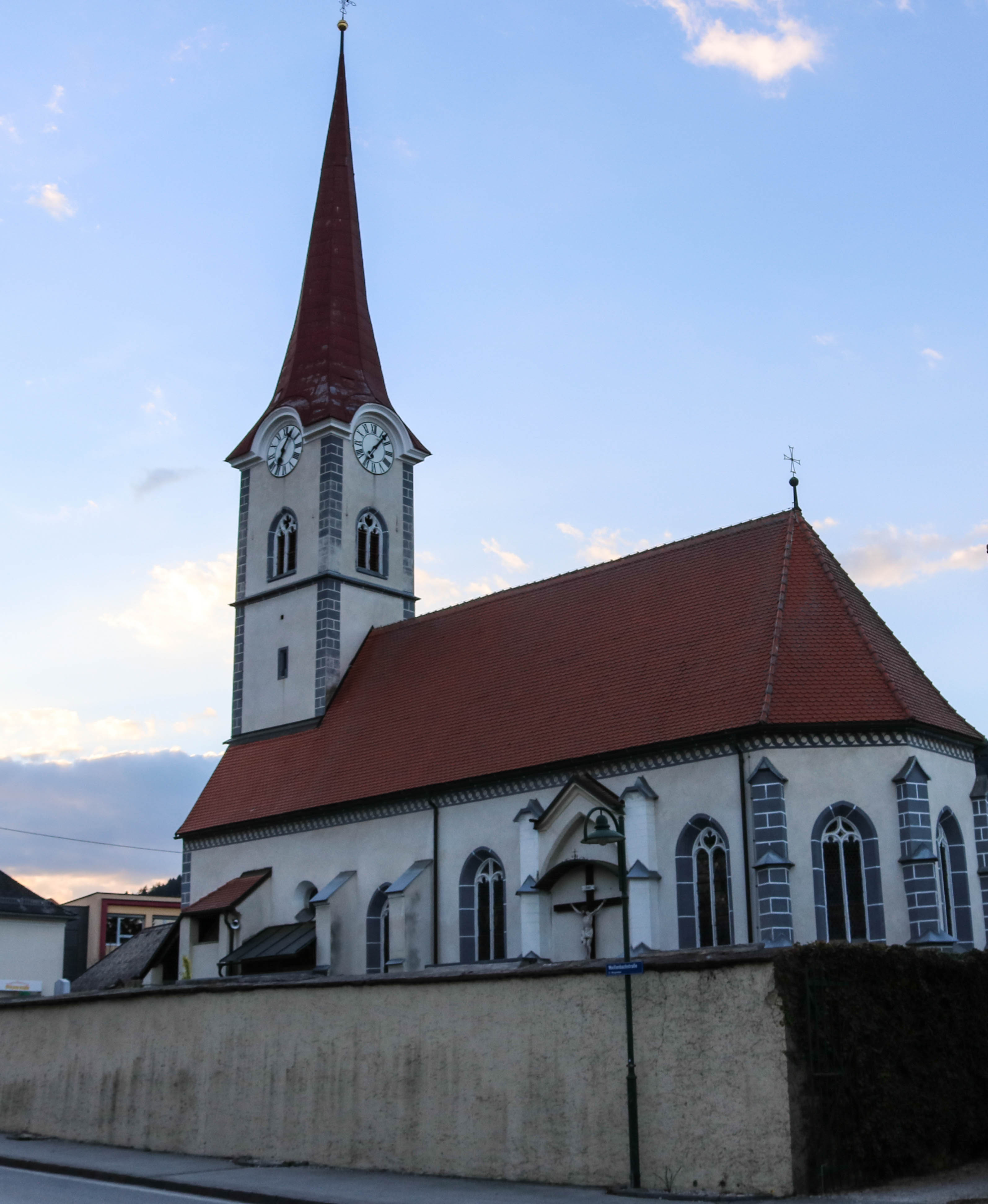
Pfarrkirche St. Margarethen im Lavanttal (2016)

Sankt Margarethen liegt nordwestlich von Wolfsberg. Das ehemalige Gemeindegebiet erstreckte sich ins Weißenbachtal und entlang des Leidenberges.

## Geschichte
Die älteste urkundliche Erwähnung des Kirchdorfes stammt aus dem Jahr 1289.
In früheren Jahrhunderten spielte der Weinbau eine wichtige Rolle. Er wurde ab dem 18. Jahrhundert aber nach und nach durch den Obstanbau verdrängt, insbesondere in der Katastralgemeinde Unterleidenberg. Das Obst wurde vorwiegend für die Most- und Branntweinherstellung verwendet.
Kurzzeitig, um 1560/70, wurde auch Bergbau betrieben. Ein bambergischer Floßofen in Raggl war nur wenige Jahre (1641 bis 1648) in Betrieb und wurde dann nach St. Gertraud verlegt. Längeren Bestand hatten einige Hammerwerke, Nagel- und Kupferschmieden entlang des Weißenbaches.
Der Name des Schlosses Schmelzhofen in St. Margarethen hängt nicht mit der Metallverarbeitung zusammen, wie lange vermutet wurde. Namensgebend war eine Familie Schmelzing aus Judenburg, die das Anwesen im späten 15. Jahrhundert besaß.
Als politische Gemeinde bestand St. Margarethen von 1850 bis zur Eingemeindung nach Wolfsberg 1973. Im Jahr 1930 wurde sie zur Marktgemeinde erhoben. 1962 wurden die Ortschaften Unter- und Oberleidenberg an Wolfsberg abgetreten, 1964 wurde Forst eingemeindet. 1973 ging die Marktgemeinde im Zuge einer Gemeindereform in der Stadtgemeinde Wolfsberg auf.
Der SPÖ-Politiker Josef Michael Weißegger (1923–2016) war von 1964 bis 1972 der letzte Bürgermeister der damaligen Marktgemeinde. 2019 beschloss der Wolfsberger Gemeinderat den Platz vor der Volksschule St. Margarethen in Josef-Michael-Weißegger-Platz umzubenennen.

## Einrichtungen
An öffentlichen Einrichtungen gibt es eine Volksschule mit einer modernen Sporthalle, die dem BBC Wolfsberg als Trainings- und Wettkampfstätte dient, und die Freiwillige Feuerwehr St. Margarethen, die für den Brandschutz und die allgemeine Hilfe sorgt. Außerdem gibt es die namensgebende römisch-katholische Pfarrkirche St. Margarethen im Lavanttal.

## Wirtschaft
An gewerblichen Einrichtungen gibt es ein Kaufhaus, ein Gasthaus, eine Bäckerei und ein Thermalheilbad.

## Persönlichkeiten
- Simon Geinsperger (1830–1915), Gutsbesitzer und Politiker
- Peter Turrini (* 1944), Schriftsteller
- Pepo Pichler (* 1948), bildender Künstler.

## Wappen
Das Wappen von St. Margarethen, das der damaligen Marktgemeinde am 20. Oktober 1955 verliehen wurde, symbolisiert mit dem Hochofen, aus dem ein kugelförmig belaubter Baum hervorwächst, den Wandel der örtlichen Wirtschaft vom früher betriebenen Montanwesen hin zum Obstanbau. Das Grün im Schildfuß symbolisiert den fruchtbaren Boden. Im Schildhintergrund sind (seitenverkehrt) die Kärntner Landesfarben.
Die amtliche Blasonierung des Wappens lautete: „In einem von Silber, Rot und Gold gespaltenen, mit einem grünen Schildfuße versehenen Schilde erhebt sich aus dem Fußende ein aus braunen Quadersteinen errichteter viereckiger Hochofen, von dem außer der Vorderkante auch die beiden Seitenkanten zu sehen sind. Auf dem Hochofen wächst zwischen zwei gekreuzt liegenden schwarzen Hämmern ein kugelförmig belaubter Baum empor.“